# Wilhelm Strecker (Agronom)
Wilhelm Strecker (* 24. Februar 1858 in Klein-Mantel bei Königsberg; † 26. Mai 1934 in Leipzig) war ein deutscher Kulturtechniker und Grünlandwissenschaftler.

## Leben und Wirken
Strecker studierte von 1878 bis 1883 Naturwissenschaften, Kulturtechnik und Landwirtschaft an der Landwirtschaftlichen Akademie in Bonn-Poppelsdorf, wechselte dann an das Landwirtschaftliche Institut der Universität Göttingen, wo er unter der Ägide von Gustav Drechsler mit einer Dissertation über die Stickstoffanreicherung des Bodens beim Anbau von Leguminosen 1886 zum Dr. phil. promoviert wurde.
Nach mehrjähriger Tätigkeit als Dozent für landwirtschaftliches Maschinen- und Meliorationswesen an der Universität Göttingen übernahm Strecker 1890 die Leitung einer Spezialkommission für Landeskultur in Witzenhausen. 1895 wurde er als Professor für landwirtschaftliches Maschinen- und Meliorationswesen an die Universität Leipzig berufen. Sein Lehrauftrag umfasste hier das Gesamtgebiet der landwirtschaftlichen Maschinenkunde, der Kulturtechnik, der landwirtschaftlichen Bodenkunde und der Grünlandlehre. Über 30 Jahre war er einer der erfolgreichsten Lehrer der Landwirtschaft an der Universität Leipzig. 1927 wurde er emeritiert.
Zeit seines Lebens lehrte und forschte Strecker nach dem Grundsatz, dass Wissenschaft der Praxis dienen muss. Diesem Ziel dienten auch seine zahlreichen Publikationen, vor allem die teilweise in mehreren Auflagen erschienenen Bücher über Grünlandlehre, über Wiesenpflanzen, über Bodenkunde und über landwirtschaftliche Maschinen und Geräte. Außerdem verfasste Strecker über 100 Berichte über die Prüfung landwirtschaftlicher Maschinen. Viele Jahre leitete er die Maschinenprüfstelle des Sächsischen Landeskulturrates.
1918 wurde Strecker von der sächsischen Regierung zum Hofrat ernannt. Kollegen und Schüler ehrten ihn anlässlich seines 70. Geburtstages mit einer Festschrift.

## Hauptwerke
- Erkennen und Bestimmen der Wiesengräser. Anleitung für Landwirthe, Boniteure und Kulturtechniker. Verlag Paul Parey Berlin 1888. Weitere Auflagen teilweise unter verändertem Titel; 10. Aufl. ebd. 1927.
- Die Kultur der Wiesen, ihr Wert, ihre Verbesserung, Düngung und Pflege. Ratgeber für Volks-, Land- und Forstwirte, Kulturtechniker, Meliorations- und Verwaltungsbeamte sowie zum Gebrauche an allen landwirtschaftlichen Unterrichtsanstalten. Verlag Paul Parey Berlin 1894; 4. Aufl. ebd. 1923.
- Erkennen und Bestimmen der Schmetterlingsblütler (Papilionaceen, kleeartige Gewächse). Anleitung für Land- und Forstwirte, Kulturtechniker, Landmesser und Boniteure sowie zum Gebrauche an allen landwirtschaftlichen Unterrichtsanstalten. Verlag Paul Parey Berlin 1902.
- Landwirtschaftliche Maschinen und Geräte. Verlag M. Jänecke Hannover 1902 = Bibliothek der gesamten Landwirtschaft Bd. 9.
- Feldmessen und Nivellieren. Anleitung zum Gebrauch für Landwirte und landwirtschaftliche Lehranstalten. Verlag M. Jänecke Hannover 1909 = Handbuch der gesamten Landwirtschaft Bd. 53.
- Die Bodenbearbeitung. Verlag M. Schäfer Leipzig 1910.
- Die Stickstofferoberung der Luft und ihre volkswirtschaftliche Bedeutung. Verlag Globus Leipzig 1917 = Bibliothek für Volks- und Weltwirtschaft H. 40.